# Greva de la Atelierele CFR Grivița

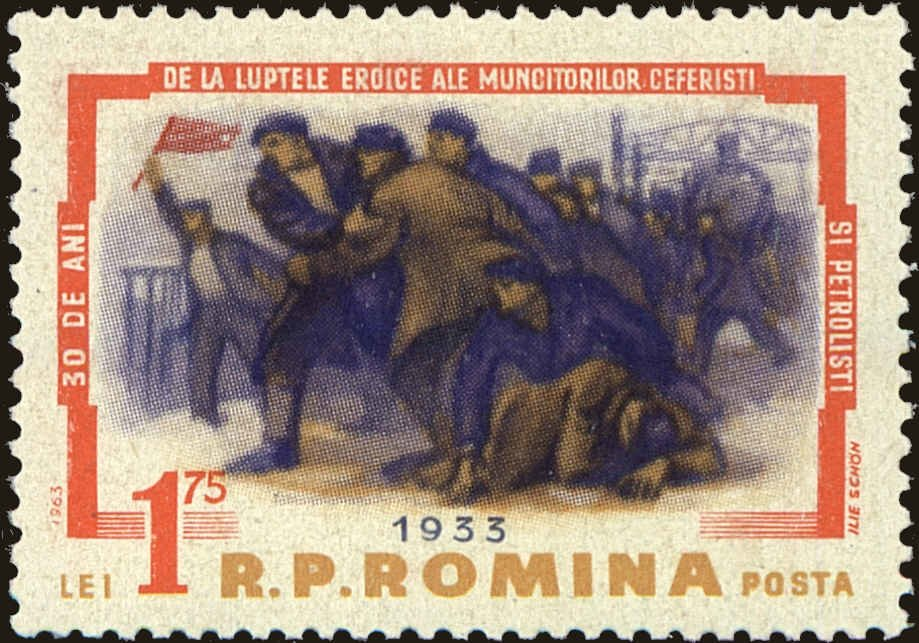

Greva de la Atelierele CFR Grivița a fost o grevă a muncitorilor feroviari care a avut loc la Atelierele Grivița din București, la 16 februarie 1933. Greva s-a datorat condițiilor din ce în ce mai precare de lucru ale ceferiștilor, în contextul Marii Depresiuni la nivel mondial, care a afectat România în mod semnificativ. Ea s-a transformat repede într-o revoltă și a dus la ciocniri între lucrătorii de cale ferată și jandarmi, precum și la moartea a 7 persoane, între care și Vasile Roaită, un tânăr lucrător a cărui imagine a fost folosită ulterior de către propaganda regimului comunist timpuriu.

## Contextul istoric și economic
În 1932, Guvernul român a impus o serie de măsuri nepopulare pentru a face față marii crize economice, începută în 1929. Cea mai importantă măsură a fost introducerea „Curbelor de sacrificiu“, prin care întreprinderile industriale au suspendat indemnizația de chirie și „alocația de scumpete“, ceea ce a provocat reducerea salariilor muncitorilor cu aproximativ 25%. Scânteia finală care a declanșat revoltele a fost momentul 20 ianuarie 1933 când, la Atelierele CFR Grivița din București, administrația a anunțat că plata salariilor se va face numai daca lucrătorii vor prezenta dovada achitării impozitelor pe ultimii trei ani.
Când s-a declanșat greva muncitorilor curățitori de la fabrica „Saturn”, din cauza scăderii salariilor, grupul comunist din unitate a lansat un apel la solidaritate. Conflictul de muncă de la Atelierele Grivița a fost organizat de sindicat și a pornit ca o „grevă demonstrativă”.

## Greva
În ziua de 1 februarie 1933, când a sunat sirena pentru pauza de prânz, muncitorii din secțiile I și II (vagoane și locomotive) s-au adunat în hala mare a Atelierelor și au protestat împotriva reducerii salariilor, apoi s-au deplasat spre clădirea administrativă. Reprezentanții patronatului au preluat lista cu revendicări, iar muncitorilor le-au cerut să aștepte răspunsul. Pe fondul tratativelor sindicale, grupul de agenți comuniști au provocat scandal și, ca în multe alte situații, i-au atacat pe muncitorii sindicaliști. Ziarul „Dimineața“ din 02.02.1933 relata: „Cu această ocazie s-au produs încăierări cu social-democrații pe tema metodelor de luptă – aceștia cerând să se procedeze cu prudență spre a nu se da ocazia autorităților să provoace”. În jurul orei 16.00 greva s-a stins și „greviștii au ieșit în liniște pe poartă atelierelor”. Ziarul Scânteia relata că „La București armata și poliția nici n-a(u) îndrăznit să intervină împotriva greviștilor”. Totuși, grupul comunist a încercat, în zilele următoarele, să provoace incidente și deschiderea focului din partea forțelor de ordine.
În opinia lui Alex Mihai Stoenescu, au apărut instigări inspirate de modelul diversiunii sovietice: „zvonul că un muncitor cu nume inventat a fost concediat fără plata retribuției; apariția la poarta Atelierelor a două femei disperate care strigau că peste noapte soții lor, muncitori la Ateliere, au fost arestați de Siguranță. Niciodată nu se dădeau nume precise și nu era identificat locul de muncă al victimei. Acești «eroi» nu s-au regăsit pe nicio ierarhie a PCR, ajuns la putere după 1947, pentru că ei nu existau.”
Pe 15 februarie, în jurul orei 9, o delegație formată din Gheorghe Gheorghiu Dej, Chivu Stoica, Panait Bogătoiu, Constantin Doncea, Alexandru Petea și Ilie Pintilie a plecat la Direcția generală. Vreo 4.000 de oameni, așezați în jurul cazanelor de carbid, în care se făcuse foc, în fața Administrației de locomotive, așteptau rezultatul discuțiilor. S-au improvizat doua tribune. În tot acest timp, muncitorul Constantin Negrea a avut grijă ca sirena să sune la intervalele stabilite. Dar pe la ora unu noaptea s-au terminat lemnele și cărbunii cu care era alimentată sirena.

## Înăbușirea grevei

Ucenicul Vasile Roaită, care a fost instrumentalizat de propaganda comunistă.

A doua zi, pe 16 februarie, forțele de ordine (Armata și Jandarmeria) au primit ordin să tragă. Pe la șase fără un sfert, au început sa tragă. În total, au murit șapte oameni: Vasile Roaită, Dumitru Popa, Gheorghe Popescu, Cristea Ionescu, Dumitru Tobiaș, Dumitru Mayer, Ion Dumitrescu. Vasile Roaită, în vârstă de 19 ani, era ucenic în ultimul an la căldărărie (cazangerie). Potrivit afirmațiilor lui Constantin Negrea, care a revendicat pentru sine meritul de a fi tras sirena: „El nu avea nici o legătură cu greva. Stătea lângă ușă când a intrat armata și a început să tragă. A fost rănit din întâmplare și a murit la spital, a doua sau a treia zi.” Ulterior propaganda comunistă l-a transformat pe Vasile Roaită în erou al clasei muncitoare. Istoricul Mihai Burcea susține că afirmațiile lui Constantin Negrea sunt necredibile, deoarece nu sunt confirmate de sursele documentare și mărturiile altor participanți la grevă.
S-au făcut mai multe arestări. Cel care a coordonat politic reprimarea revoltelor muncitorești a fost Armand Călinescu, subsecretar de stat la Interne, asasinat de legionari câțiva ani mai târziu, când devenise prim-ministru.